# Garai Dorottya bosnyák királyné
Garai Dorottya (? – 1438), Idősebb, bosnyák nyelven és horvátul: Doroteja Gorjanska, II. Tvrtko bosnyák király jegyese. A Garai család tagja. Garai Miklós nádornak a második házasságából, Cillei Annától származó hasonló nevű lányától az Idősebb jelzővel különböztetik meg.

## Élete

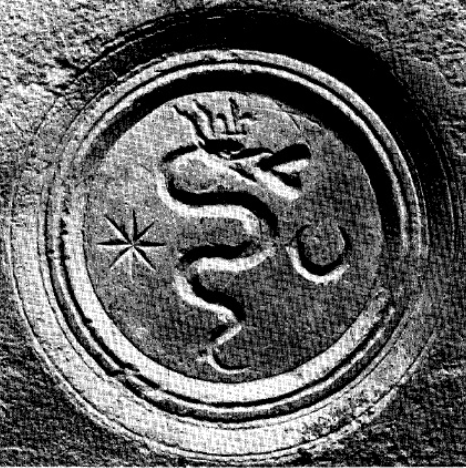
Dorottya címere a Bosnyák Királyság egykori székhelyén, a ma már romvárossá vált Bobovácon (Babolc)

Garai János temesi ispán és Piast Hedvig kujáviai hercegnő lánya, Zsigmond magyar király és Cillei Hermann rokona. Garai János Zsigmond sógorának és Cillei Hermann vejének, Garai Miklós nádornak volt az öccse. Anyja, Piast Hedvig II. Ernő osztrák herceg feleségének, Cimburka (Cymburgis) kujáviai hercegnőnek volt a nővére.
1428. április 9-én eljegyezték II. Tvrtko bosnyák királlyal, aki 1426. szeptember 2-án az anyja révén Kotromanić-házi leszármazott Cillei Hermannt, II. Tvrtko nagynénjének, Kotromanić Katalinnak a fiát kinevezte az örökösévé.
A magyar hagyományok viszont nem tudnak arról, hogy a tényleges egybekelés megtörtént volna. Wertner nem is említi az esetleges eljegyzést sem. Fajfrić szerint 1428 augusztusában a tényleges egybekelés is megtörtént, de a boszniai főnemesség teljes távolmaradásával.
Dorottya úrnő 1438-ban, még II. Tvrtko életében halt meg.